# Жеребятьева, Анна Валерьевна
Анна Валерьевна Жеребятьева (Большунова) (род. 24 февраля 1997, Кувандык, Оренбургская область) — российская лыжница, чемпионка России, призёр этапа Кубка мира, чемпионка мира среди молодёжи и юниоров. Мастер спорта России международного класса.

## Биография
Занималась лыжным спортом с 7 лет в секции родного города. В дальнейшем представляла на внутрироссийских соревнованиях Тюменскую область, затем стала представлять команду Архангельской области и спортивное общество ЦСКА. Тренеры — Бородавко Ю. В., Литвинцев В. Д., Тюнин В. П., Лутков А. Н.
На чемпионате мира среди юниоров (до 20 лет) 2017 года в США завоевала золотую медаль в эстафете в составе сборной России, а также стала 16-й в скиатлоне и 14-й — в гонке на 5 км. На чемпионате мира среди молодёжи (до 23 лет) 2018 года в Гомсе (Швейцария) стала серебряным призёром в гонке на 5 км, а также 45-й в спринте. На молодёжном чемпионате мира 2019 года в Лахти одержала победу в масс-старте на 15 км и была седьмой в гонке на 10 км. На молодёжном чемпионате мира 2020 года в Обервизентале финишировала 13-й в гонке на 10 км. Двукратная чемпионка мира среди юниоров по лыжероллерам (2017, Соллефтео, Швеция) — в гонках на 13,5 и 12 км.
Чемпионка России 2018 года году в эстафете в составе сборной Тюменской области.
Дебютировала в Кубке мира в ноябре 2017 года в Финляндии (Рука). Первые очки набрала в январе 2018 года в словенской Планице, заняв 28-е место в гонке на 10 км. На этапе в Бейтостолене в сезоне 2018/19 заняла второе место в эстафете. Лучший результат в личных дисциплинах — 10-е место на этапе в Отепя в гонке на 10 км в сезоне 2018/19.
В марте 2021 года объявила о завершении спортивной карьеры.

## Личная жизнь
23 апреля 2021 года вышла замуж за российского лыжника Александра Большунова. 27 августа 2022 года родила дочь Еву.
Окончила Пензенский государственный университет.